# Cerimonia del Fuoco Nuovo

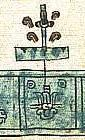
Il glifo azteco della cerimonia del Fuoco Nuovo, con segnato l'anno Due Canne (Ome Acatl)

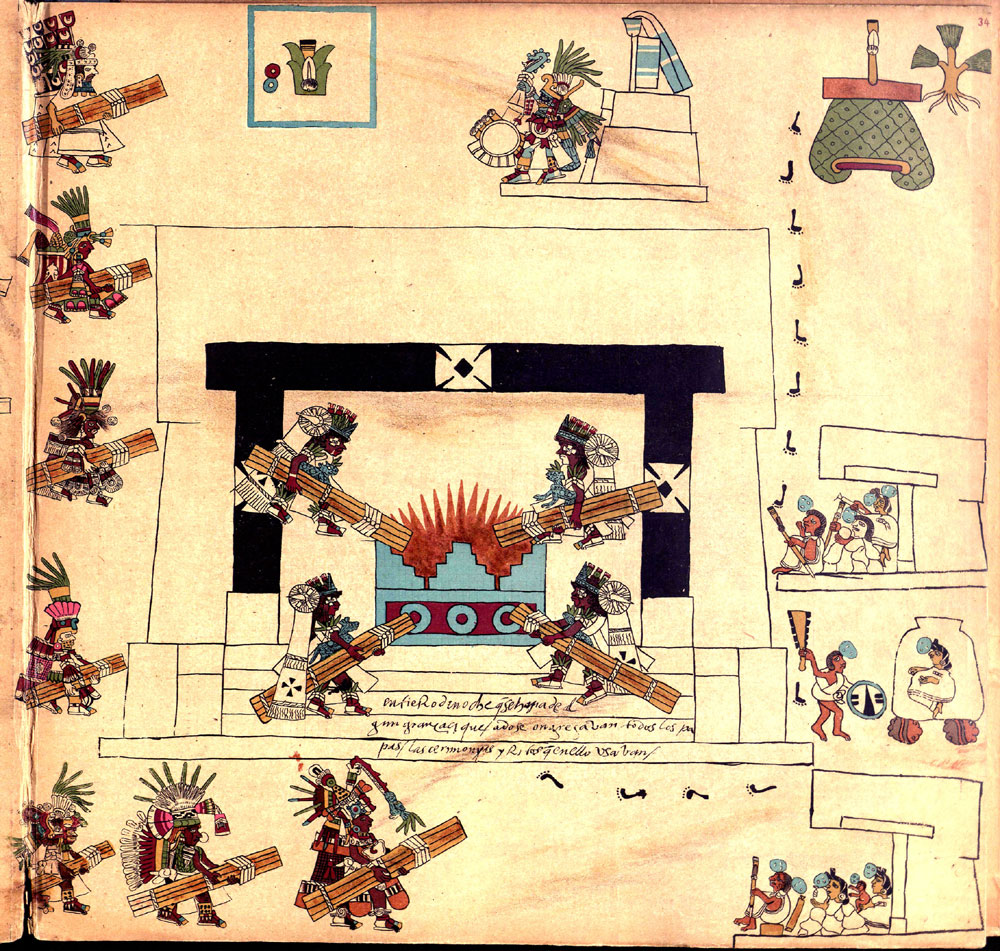
Rappresentanza di una cerimonia del Fuoco Nuovo (Codex Borbonicus, p.34).

La cerimonia del Fuoco Nuovo ( nahuatl: xiuhmolpilli) era una cerimonia azteca che si teneva una volta ogni 52 anni (ciclo completo del calendario azteco) con l'obbiettivo di allontanare la fine del mondo.

## Descrizione
La prima cerimonia del Fuoco Nuovo descritta nelle fonti etnostoriche risale al 1090, ed è dovuta al Mapa Sigüenza. Esistono però prove del fatto che questi riti siano stati celebrati anche in altre civiltà antecedenti agli Aztechi, ad esempio a Xochicalco nel VI secolo. Secondo Bernardino de Sahagún, l'ultima cerimonia si tenne nel 1507; la tradizione terminò con la Conquista dell'impero azteco da parte degli spagnoli (1519–1521).
Il fatto che il rito risalga a prima della nascita dell'impero azteco fa ipotizzare che sia stata da loro ereditata da precedenti civiltà del Messico centrale, e che non si tratti di un'invenzione azteca. Gli annali di Tlatelolco dicono che gli Aztechi, dopo aver ottenuto l'indipendenza dai Tepanechi, celebrarono il Fuoco Nuovo che segnò l'inizio del ciclo del loro calendario. Per questo motivo si crede che il rito sia stato usato anche come rito di fondazione dinastica.

## La celebrazione descritta nelle fonti etnostoriche
La cerimonia del Fuoco Nuovo viene descritta da Sahagun. Durante gli ultimi cinque giorni (chiamati nemontemi) dell'ultimo anno del ciclo, iniziavano i preparativi della cerimonia. Questi preparativi richiedevano l'astinenza dal lavoro, dalle feste, dai lavaggi rituali, dai salassi rituali, la distruzione dei vecchi articoli casalinghi e l'osservanza del silenzio. Si credeva che durante questi cinque giorni il mondo fosse in grave pericolo a causa dell'instabilità dovuta al passaggio da un ciclo all'altro. Si temeva che le divinità femminili delle stelle, le Tzitzimime, potessero discendere e divorare la Terra. 
Al tramonto dell'ultimo giorno dell'anno, una processione di sacerdoti del culto del fuoco di Huehueteotl camminavano dal centro cerimoniale di Tenochtitlán lungo il sentiero orientale verso una montagna chiamata Huixachtlan, situata sulla riva orientale del lago di Texcoco vicino a Colhuacan. La cima di Huixachtlan era visibile da buona parte del bacino del Messico. Su questo vulcano estinto si trovava un tempio. In questo momento tutti i fuochi del regno azteco erano spenti, e tutti gli abitanti guardavano verso la cima del monte. Quando la costellazione della cintura di Orione sorgeva all'orizzonte, un uomo veniva sacrificato sulla cima di Huixachtlan, e una fiamma veniva posta sul suo torace. Quando il fuoco emetteva le prime scintille, il nuovo ciclo del calendario veniva dichiarato iniziato, e veniva acceso un gran falò. Con questo falò venivano accese torce che i corridori portavano in ogni città per accendere i fuochi nei templi. I primi fuochi ad essere accesi erano quelli del Templo Mayor, dove partecipava anche il tlatoani, per poi passare al Calmecac di Huitzilopochtli ed infine ai templi minori, ai telpochcalli ed alle case private.

## Archeologia
È stato ipotizzato che le prove della celebrazione del rito siano da cercare nella forma delle discariche di ceramiche e di utensili da cucina buttati nella fase iniziale della cerimonia. L'idea fu inizialmente proposta da George Clapp Vaillant negli anni trenta, ma la sua teoria fu criticata come teoricamente infondata ed abbandonata. Nel 2001 Elson e Smith ripresero in considerazione l'idea in seguito alla scoperta di discariche di ceramiche. Essi conclusero che le cerimonie del Fuoco Nuovo venivano celebrate in tutto il territorio soggetto al controllo azteco.